# The State vs. Radric Davis
The State vs. Radric Davis – drugi studyjny album amerykańskiego rapera Gucciego Mane’a. Swoją premierę miał 8 grudnia 2009. Płytę wyprodukowali między innymi Polow da Don, Drumma Boy czy Scott Storch.

## Lista utworów
1. „Classical” (Intro)
2. „Interlude #1: Toilet Bowl Shawty/Mike Epps”
3. „Heavy”
4. „Stupid Wild” (gościnnie Lil Wayne & Cam’ron)
5. „All About the Money” (gościnnie Rick Ross)
6. „Lemonade”
7. „Bingo” (gościnnie Soulja Boy Tell 'Em & Waka Flocka Flame)
8. „Spotlight” (gościnnie Usher)
9. „I Think I'm in Love” (gościnnie Jason Caesar)
10. „Bad Bad Bad” (gościnnie Keyshia Cole)
11. „Interlude #2: Toilet Bowl Shawty/Mike Epps”
12. „Sex in Crazy Places” (gościnnie Bobby Valentino, Nicki Minaj & Trina)
13. „The Movie”
14. „Volume” (gościnnie Wooh da Kid)
15. „Gingerbread Man” (gościnnie OJ da Juiceman)
16. „Wasted” (gościnnie Plies)
17. „Kush Is My Cologne” (gościnnie Bun B, E-40 & Devin the Dude)
18. „Worst Enemy”
19. „Interlude #3: Toilet Bowl Shawty/Mike Epps”
20. „Wasted (Remix)” (gościnnie Lil Wayne, Jadakiss & Birdman)

## Notowania
| Notowanie (2009–2010)                 | Pozycja |
| ------------------------------------- | ------- |
| U.S. Billboard 200                    | 10      |
| U.S. Billboard Top R&B/Hip-Hop Albums | 2       |
| U.S. Billboard Top Rap Albums         | 1       |